# پراوژدا
پراوژدا (به بلغاری: Prauzhda) یک منطقهٔ مسکونی در بلغارستان است که در استان ویدین واقع شده‌است.
 پراوژدا ۲۳٫۸۹۲ کیلومتر مربع مساحت و ۵۴ نفر جمعیت دارد و ۵۹۳ متر بالاتر از سطح دریا واقع شده‌است.